# Bruine molmboorder
De bruine molmboorder (Harpella forficella) is een nachtvlinder uit de familie van de sikkelmotten (Oecophoridae). 
De rups van de bruine molmboorder leeft van dood hout van allerlei bomen en van de kogelhoutskoolzwam. De soort overwintert als rups.
De bruine molmboorder is in Nederland en in België een algemene soort op de zandgronden. De vliegtijd is van juni tot in september.